# Juan de Villoldo
Juan de Villoldo est un peintre espagnol, né vers 1516, mort en 1562.

## Biographie
On ne connaît pas le lieu de sa naissance, ni sa date, cependant on peut l'estimer à partir d'un document datant de 1548 dans lequel il est témoin de Francisco Giralte dans un litige avec Jean de Joigny au sujet d'un retable de Nuestra Señora de la Antigua dans lequel il déclare avoir 32 ans. On possède peu d'informations sur le début de sa vie. Il a été influencé par le style d'Alonso Berruguete en le simplifiant. Il a signé son testament alors qu'il est gravement malade, le 4 mars 1562.
Le manque de documents sur la vie de Juan de Villoldo crée un problème pour savoir s'il n'y a pas sous ce nom deux personnes :
- Ceán Bermúdez le cite en 1498 comme travaillant avec Juan de Borgoña dans le cloître de la cathédrale de Tolède. En 1507, quand le chapitre de la cathédrale l'aurait choisi comme arbitre pour fixer le prix des travaux de décoration faits dans la salle capitulaire d'hiver les sculpteurs Juan de Bruselas, Francisco de Amberes et Lorenzo Gurricio. Puis en 1508, il aurait été chargé avec Francisco de Amberes et Juan de Borgoña de la réalisation des panneaux du retable de la chapelle mozarabe de la cathédrale de Tolède, terminé en 1510. En 1519 il travaillerait encore à Tolède car le chapitre l'aurait choisi avec Antonio de Comontes pour estimer le prix de la peinture à fresque réalisé par Juan de Borgoña dans la bibliothèque de la cathédrale[1]. Ces dates sont incompatibles avec sa date de naissance supposée d'après la déclaration faite en 1548.
- Martí Monsó y Caamaño écrit qu'il est difficile de croire que le même Juan de Villoldo ayant travaillé avec Juan de Borgoña en 1498 avec un âge estimé de 18 ans, aurait pu signer un contrat pour réaliser des peintures à Madrid en 1547. Il aurait alors près de 70 ans.
- D'autres documents signalent un Juan de Villoldo travaillant entre 1525 et 1526 dans la cathédrale de Següenza sur la décoration des orgues. Si ce peintre est celui qui a travaillé avec Juan de Borgoña, il aurait alors autour de 50 ans.

Cette rupture de vingt ans entre le Juan de Villoldo travaillant à Tolède jusqu'en 1519 et le Juan de Villoldo présent dans la région de Villadolid et à Madrid est noté par Charles Blanc. À partir des documents trouvés par Martí Monsó y Caamaño, J. Rogelio Buendía et Ana Avila pensent que l'hypothèse la plus probable serait qu'il y a eu deux Juan de Villoldo, un premier présent à Tolède, et un second à Valladolid. C'est ce Juan de Villoldo travaillant autour de Villadolid qui est le peintre décrit par cet article. Le Juan de Villoldo présent à Tolède est le neveu d'Alvar Perez de Villoldo et a dû apprendre le métier de peintre dans son atelier. Dans la liste des artistes qui sont intervenus sur la cathédrale de Tolède et ses annexes, Manuel R. Zarco del Valle note pour Juan de Villoldo qu'il ne sait pas si certains des Villoldo qui apparaissent dans les archives du chapitre de la cathédrale comme peintres ne sont pas en fait Alvar Pérez de Villoldo.
En 1544 il est mentionné pour la réalisation en collaboration avec Cristóbal de Herrera des tableaux du retable du maître-autel de l'église de Santa María la Sagrada de Tordehumos sur lesquels l'influence d'Alonso Berrugete est très sensible. 

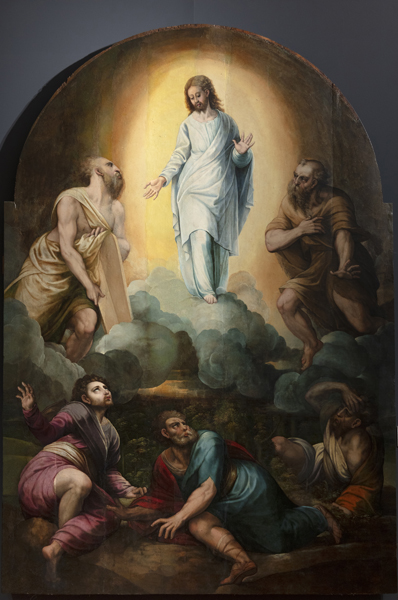
Transfiguration (Palencia)

En 1547 on retrouve Villoldo à Valladolid. Le 12 août il signe un contrat par lequel il s'oblige à peindre pour l'évêque de  Plasencia, Gutierre de Vargas Carvajal, cinq toiles ayant diverses compositions et destinées à la chapelle del Obispo contigüe à  l'église paroissiale san Andrés de Madrid ainsi que la polychromie du retable sculpté par Francisco Giralte. Les toiles appartiennent appartenaient à un genre particulier à l'Espagne, la pintura de sargas. Réalisées à la détrempe, al aguazo, avec les draperies en grisaille et des chaires légèrement colorées. Villoldo avait choisi de représenter Adam et Ève chassés du Paradis terrestre, Mort d'Abel, Entrée de Jésus-Christ à Jérusalem, la Cène, La Résurrection de Lazare, le Calvaire, le Christ descendu de la Croix, Mise au tombeau, Résurrection et Jugement dernier. Ceán Bermúdez lui a attribué deux tableaux placés sur deux autels de cette même chapelle : le Baptême du Christ et le Martyre de saint Jean l'Évangéliste.
En 1549, il a réalisé les panneaux du retable du maître-autel de Renera. Il était encore conservé dans son intégralité jusqu'à la guerre civile, avant d'être démonté, puis dispersé.
Pour Manuel Sendín Calabuig, le tableau de la Transfiguration de la cathédrale de Palencia a été réalisé par Juan de Villoldo en 1549-1550. Par comparaison stylistique, il a attribué au même peintre le retable du collège Fonseca de Salamanque.
Le professeur Caamaño qui a été le premier à faire des recherches et écrire sur Juan de Villoldo lui a attribué la réalisation de deux retables de Villamuriel de Cerrato (Palencia), dont un dédié à sainte Catherine. D'après Isabel Mateo Gómez, un panneau représentant sainte Catherine passé dans le marché de l'art à Londres serait un panneau de ce retable.

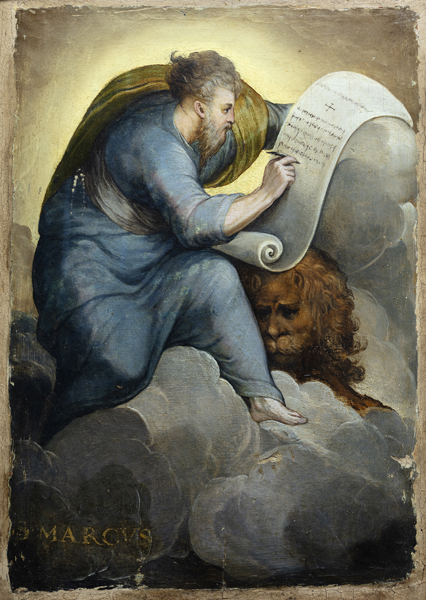
Saint Marc (Cathédrale Saint-Antonin de Palencia)
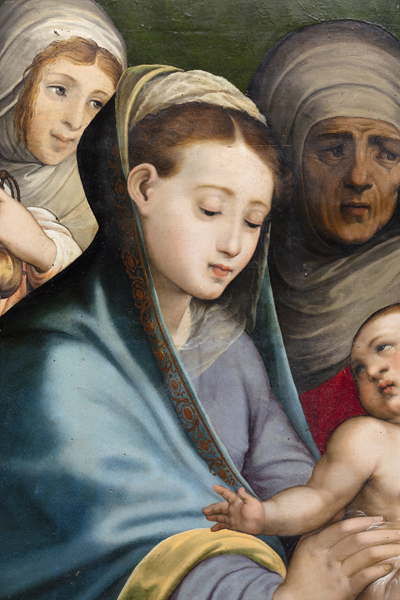
Présentation de Jésus au Temple (Palencia)
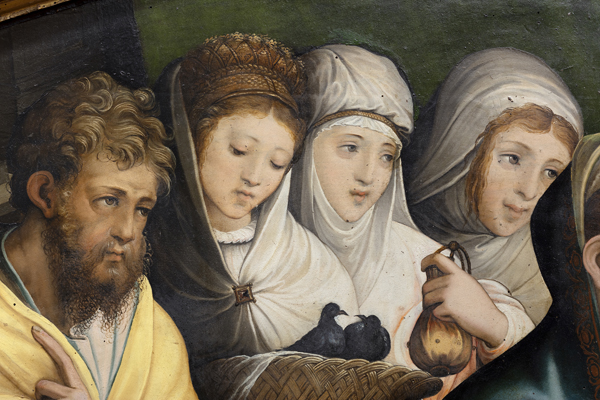
Présentation de Jésus au Temple (Palencia)
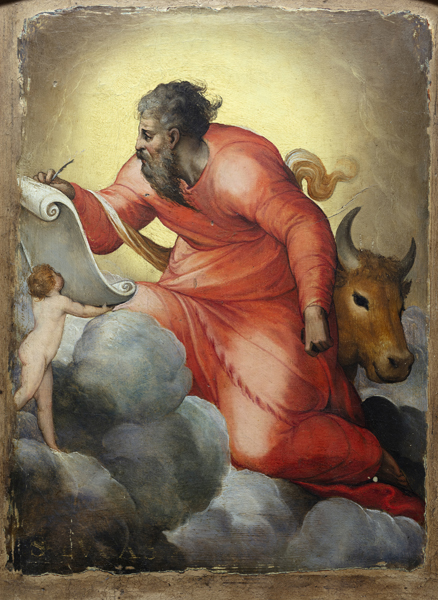
Saint André (Palencia)